# 定性無機分析
古典的な定性無機分析（ていせいむきぶんせき、qualitative inorganic analysis）は、無機化合物の元素組成を見いだす分析化学の手法である。主に水溶液中のイオンを見つけることに焦点が当てられる。水溶液に様々な試薬を加えることにより、イオン特有の色の変化、沈殿、その他可視的な化学反応を観察する。
定性無機分析は様々な試薬を通して無機化合物の元素組成を立証しようとする分野または手法である。

## 無機塩の外見

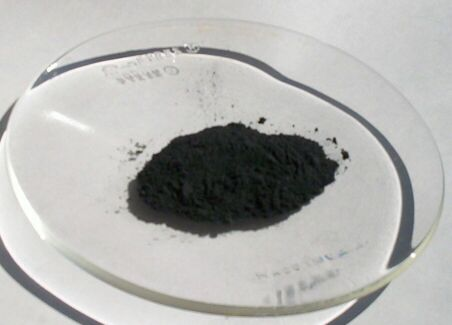
酸化マンガン(IV)
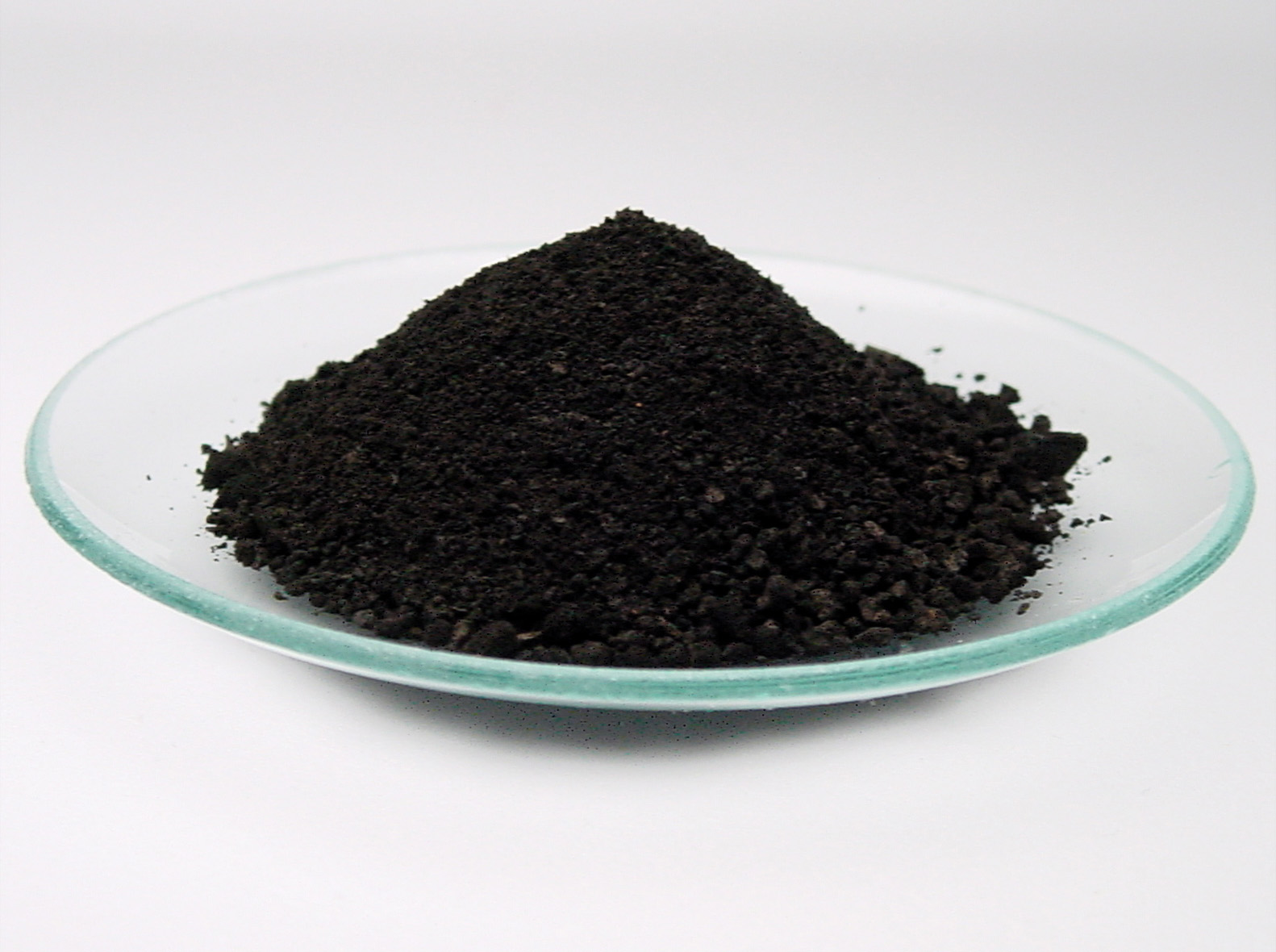
酸化鉄(II)
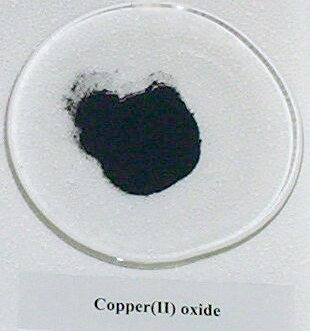
酸化銅(II)
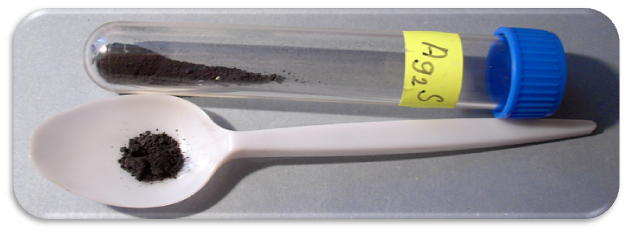
硫化銀(I)

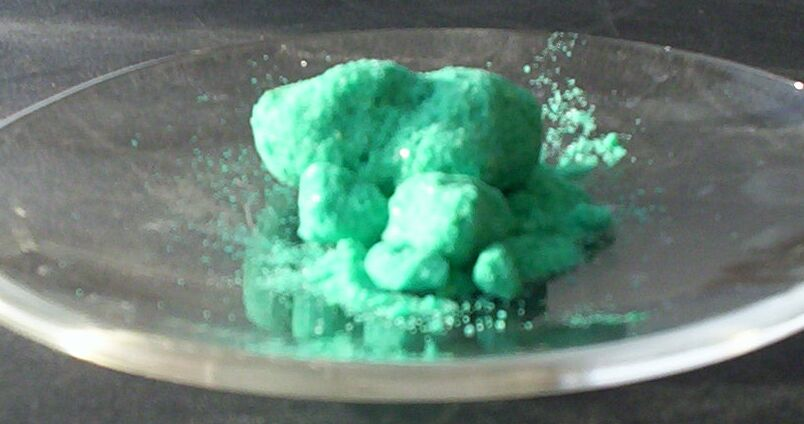
塩化銅(II)
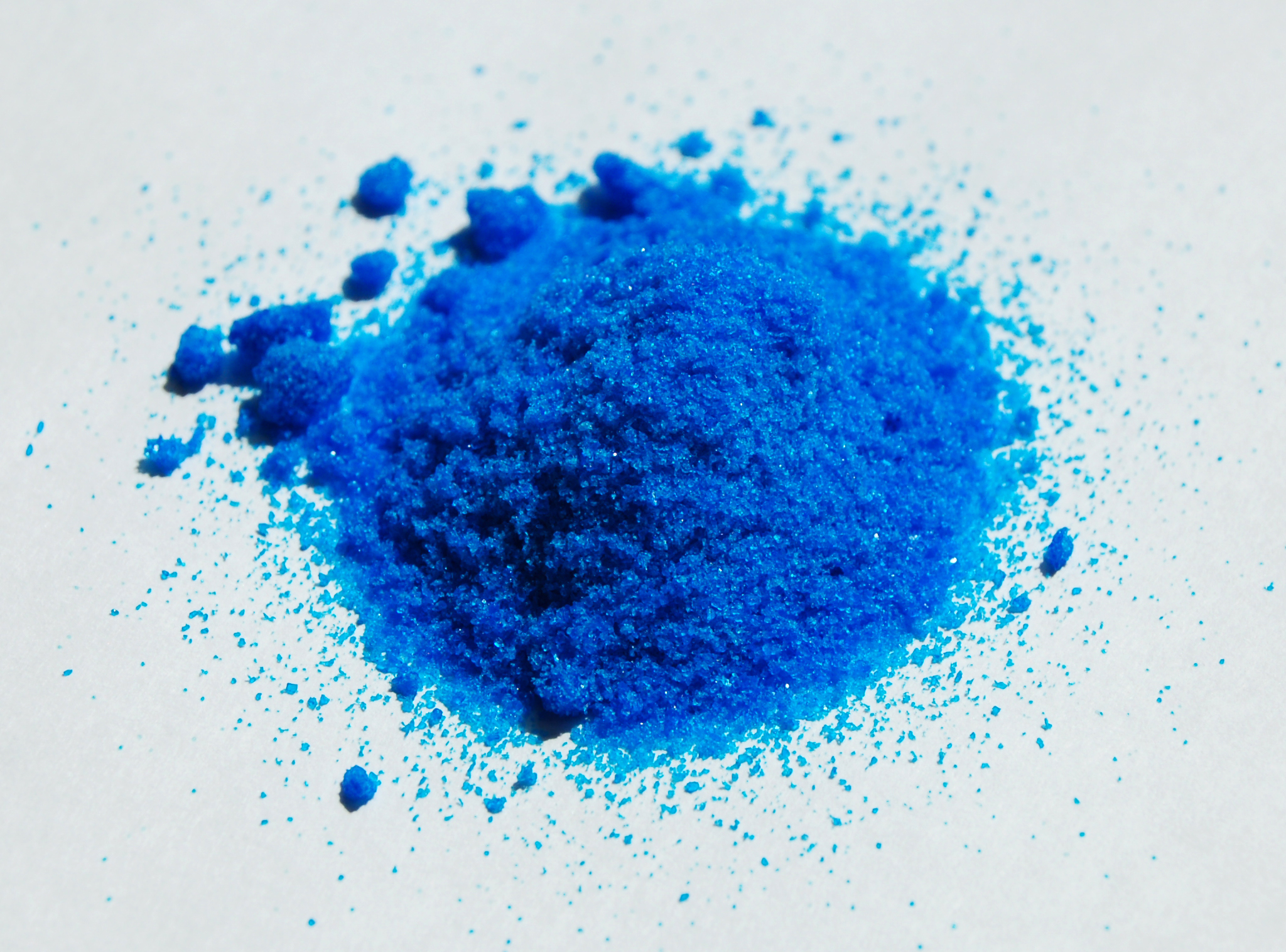
硝酸銅(II)
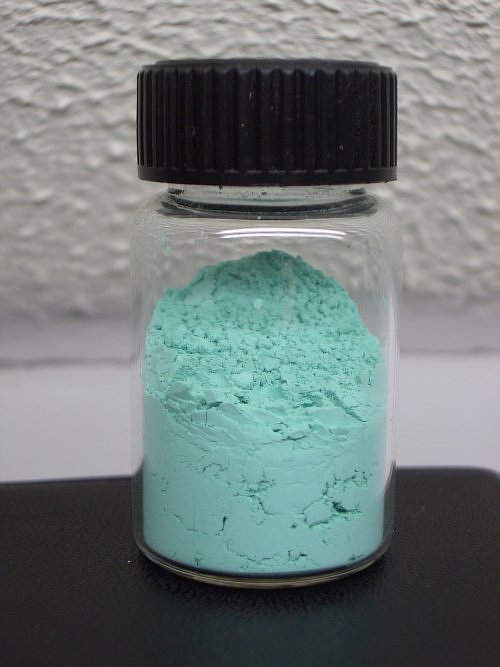
塩基性炭酸銅

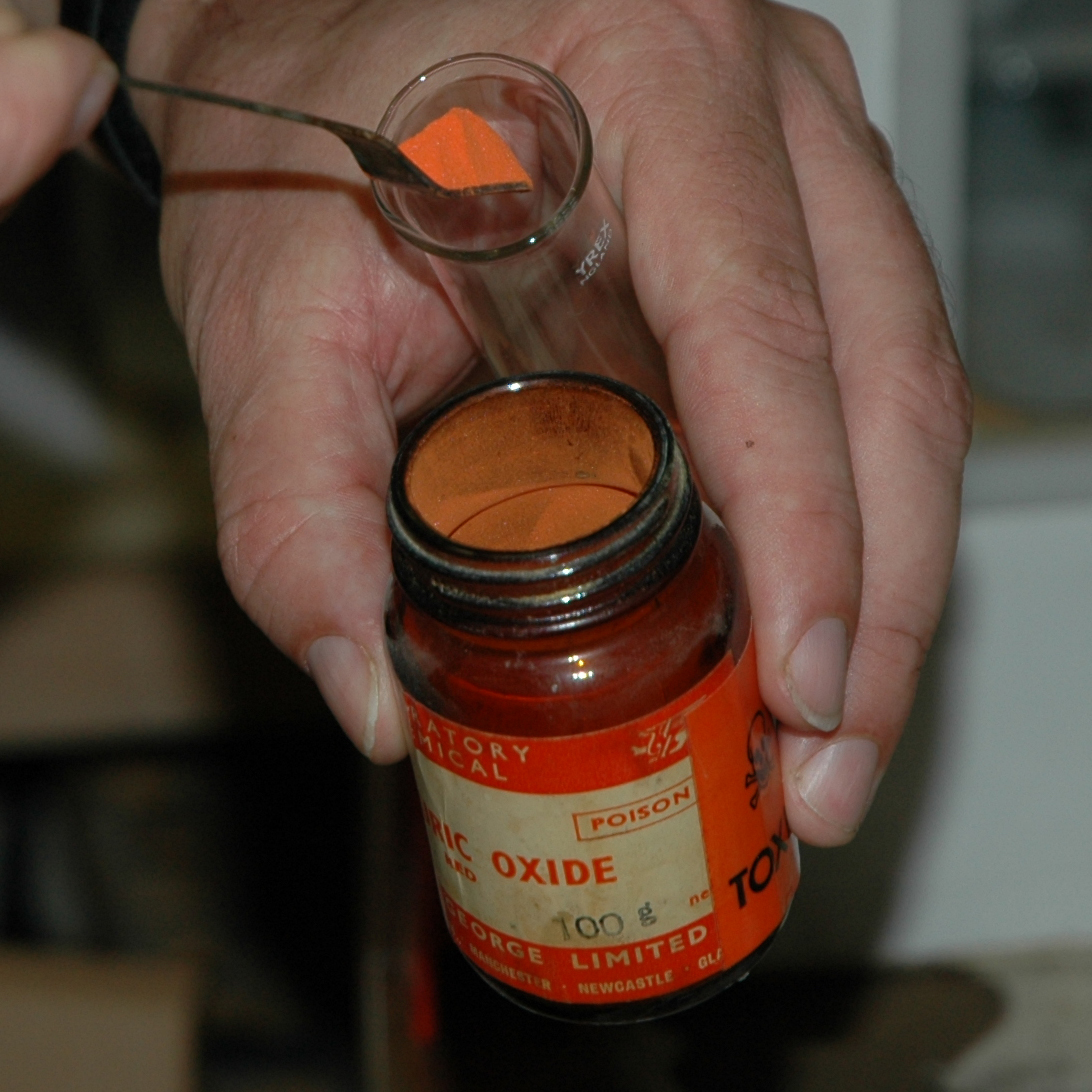
酸化水銀(II)
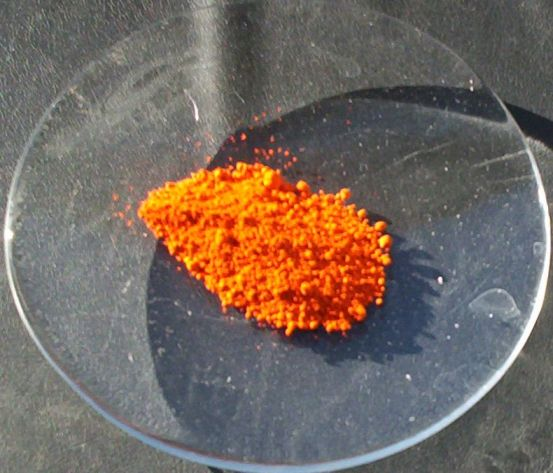
四酸化三鉛
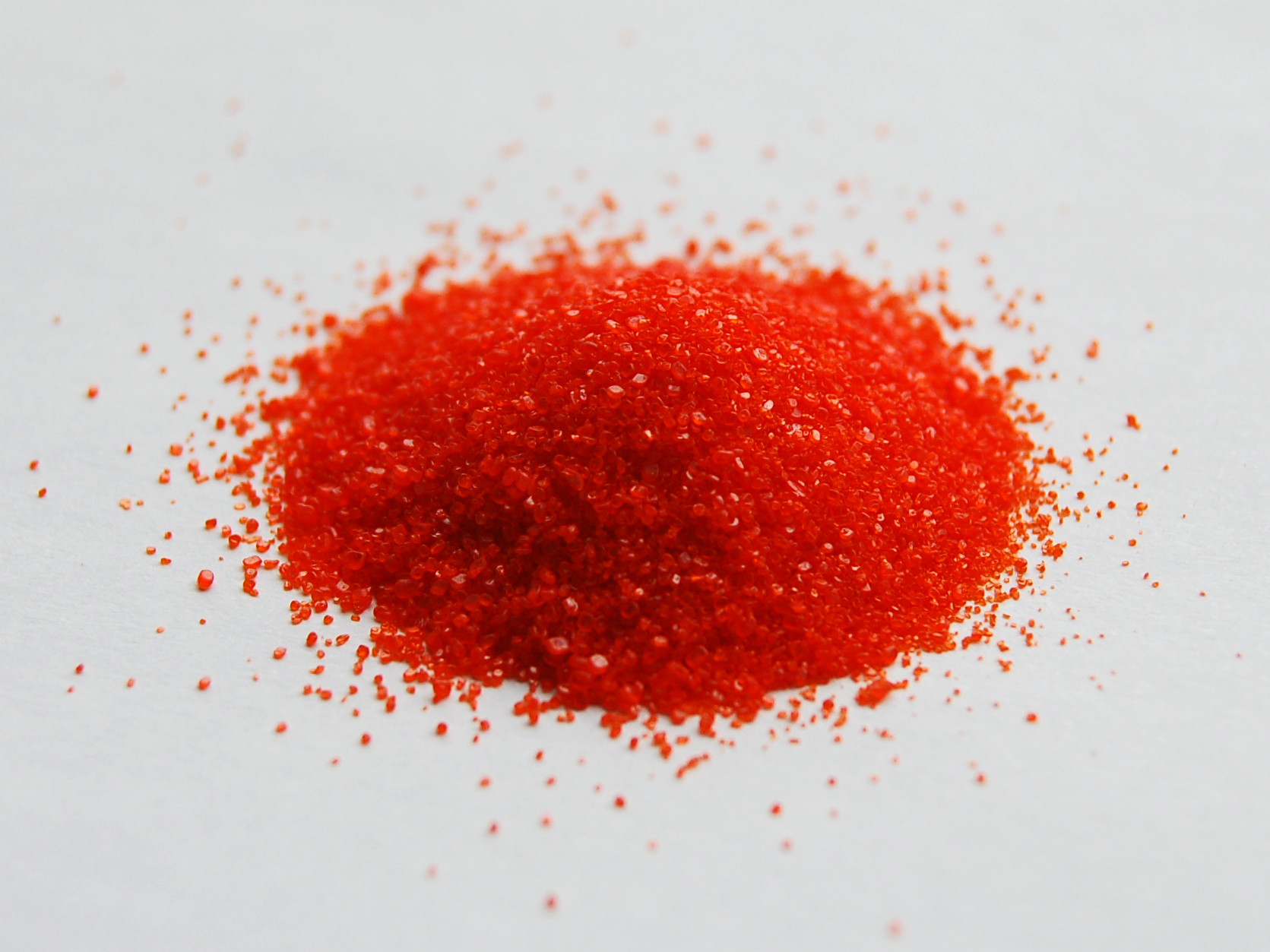
二クロム酸カリウム
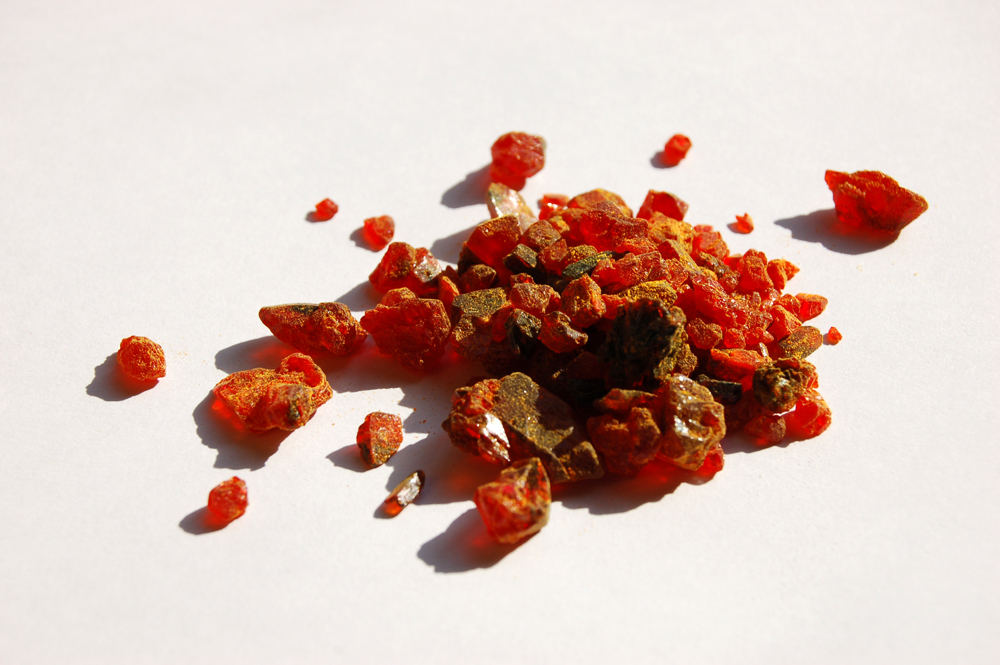
フェリシアン化カリウム

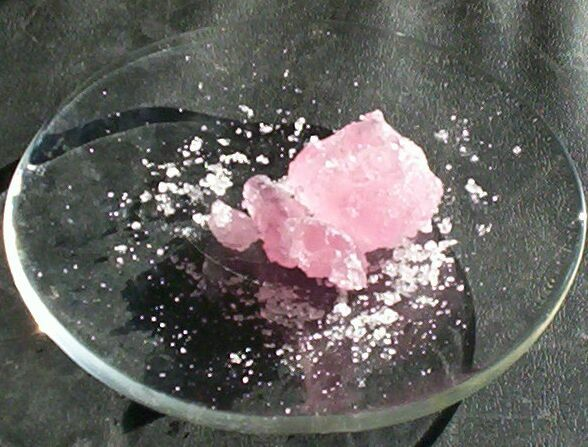
塩化マンガン(II)
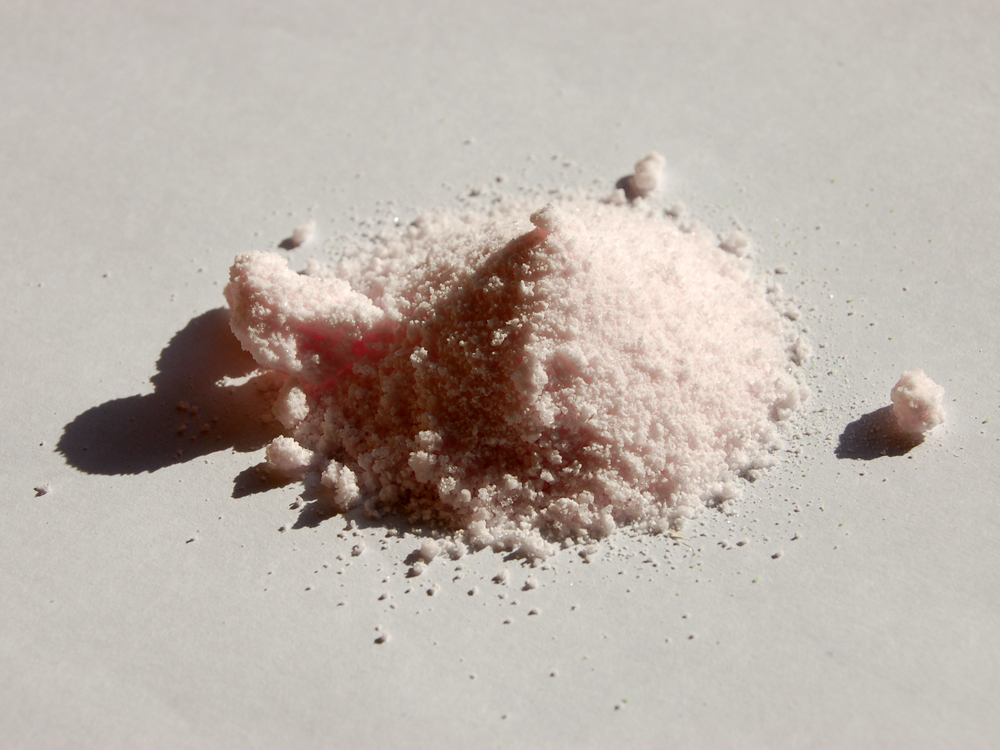
硫酸マンガン(II)

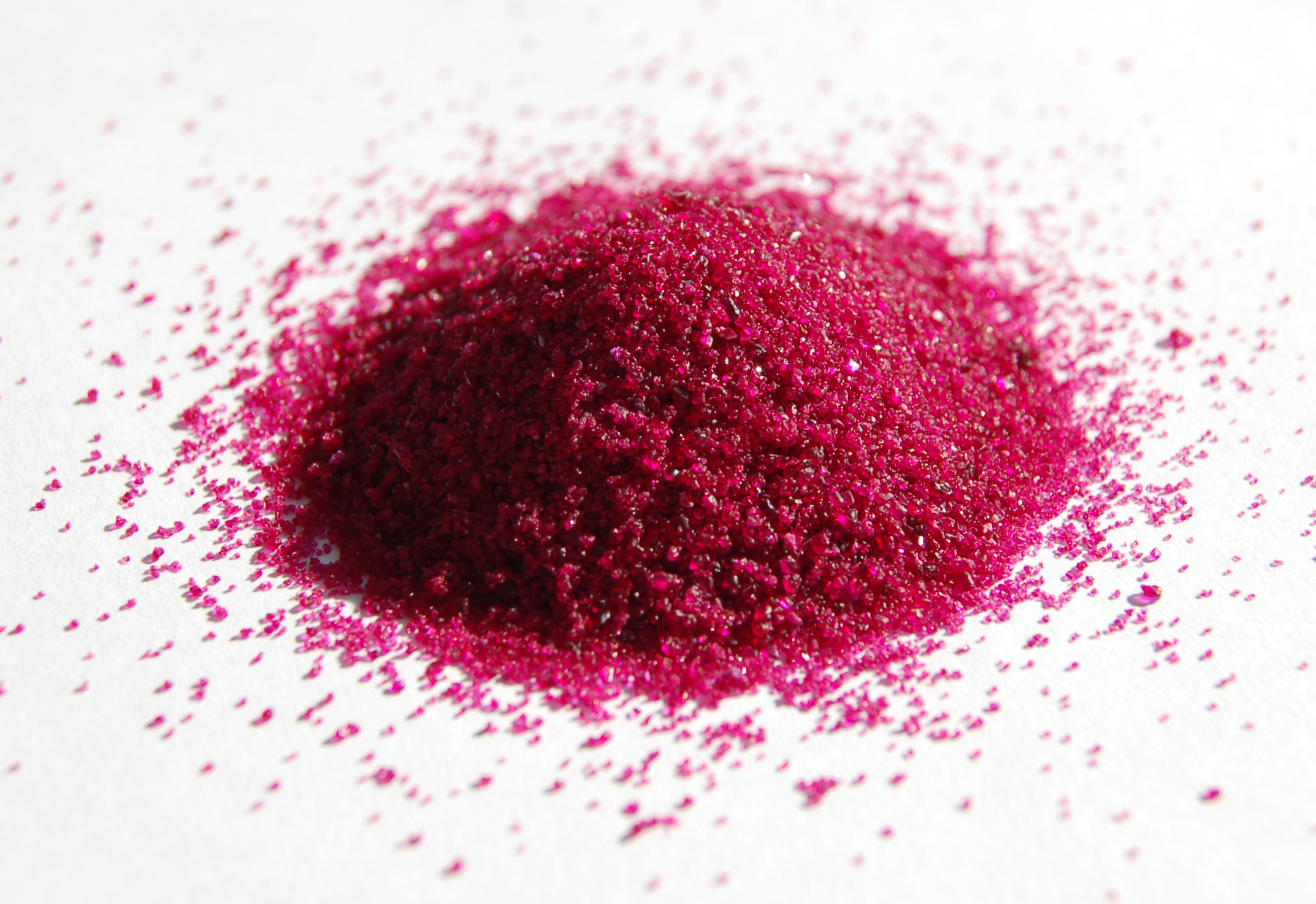
塩化コバルト(II)六水和物
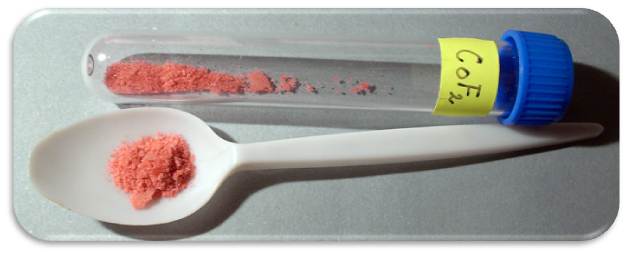
フッ化コバルト(II)
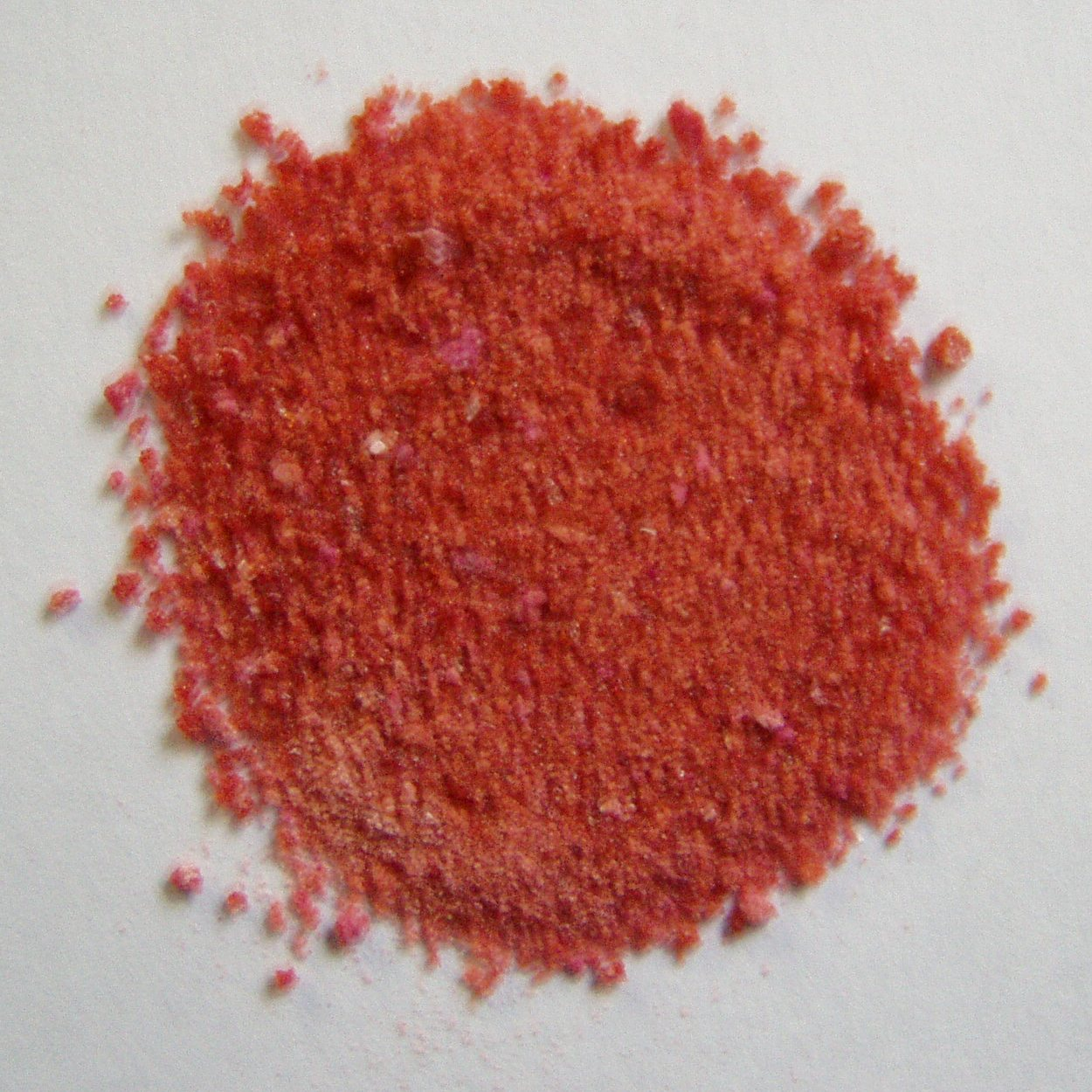
硫酸コバルト(II)

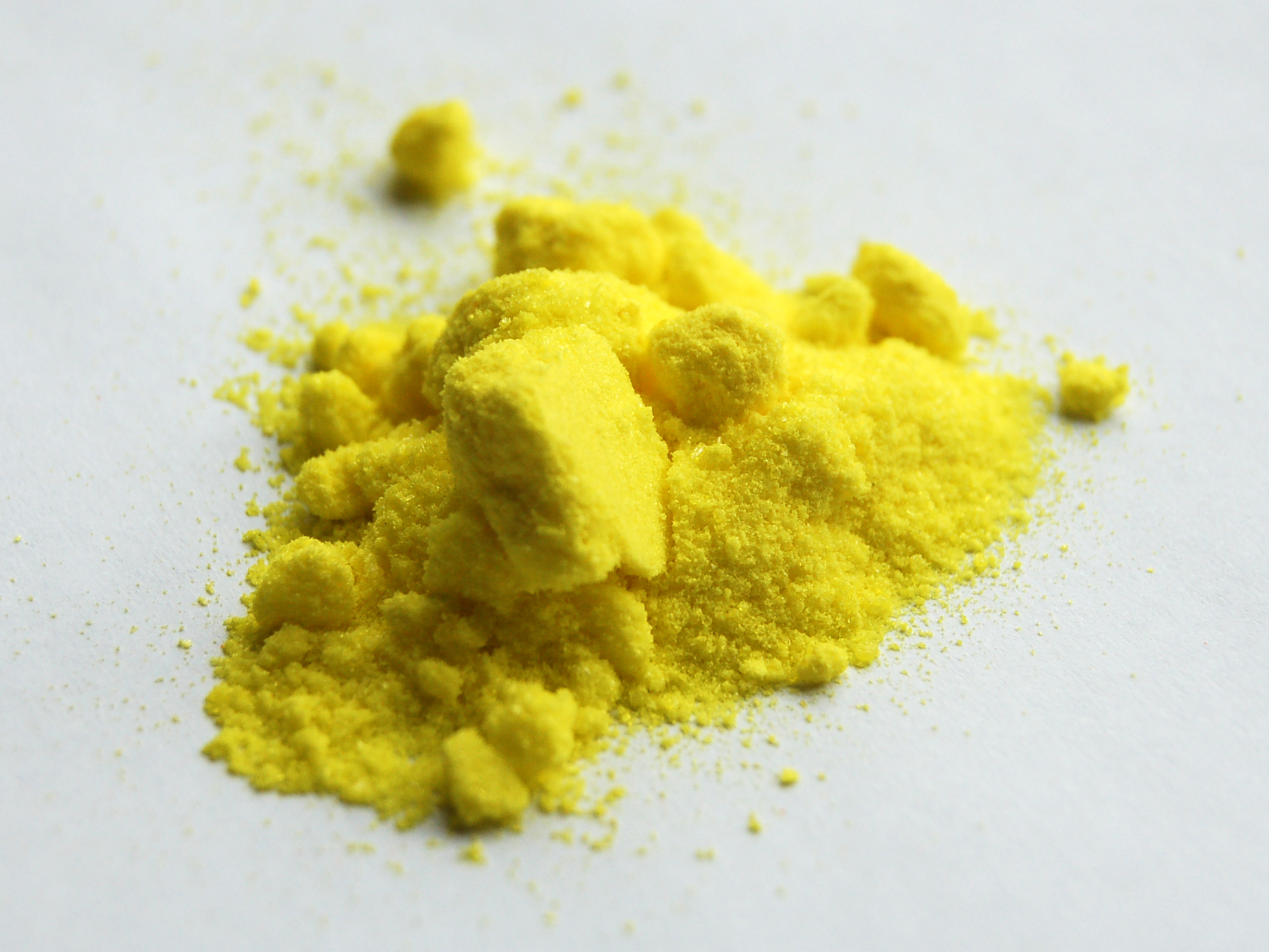
クロム酸カリウム
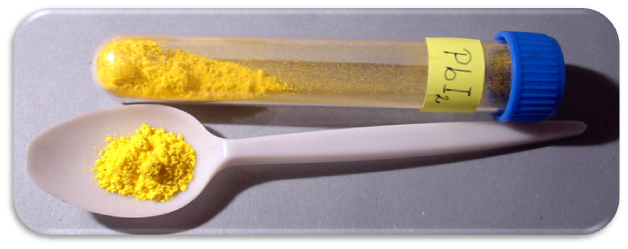
ヨウ化鉛(II)
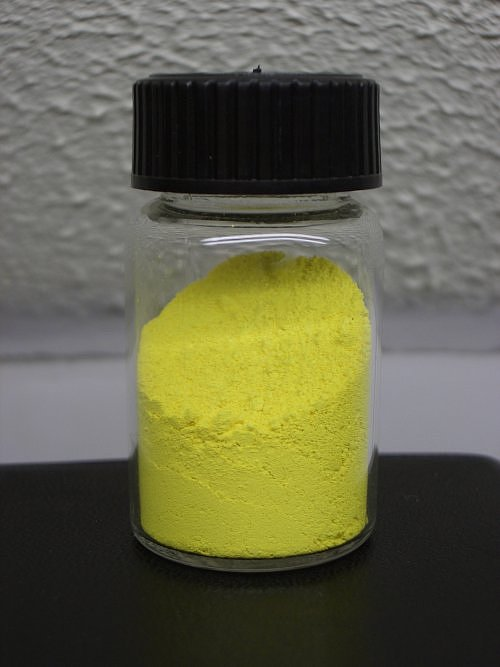
硫化カドミウム

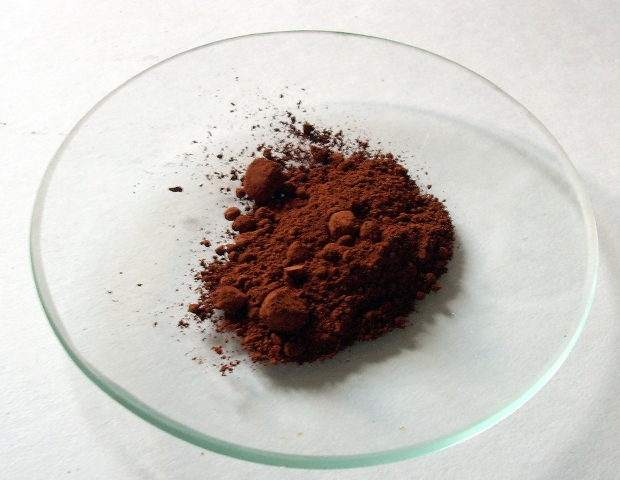
酸化カドミウム
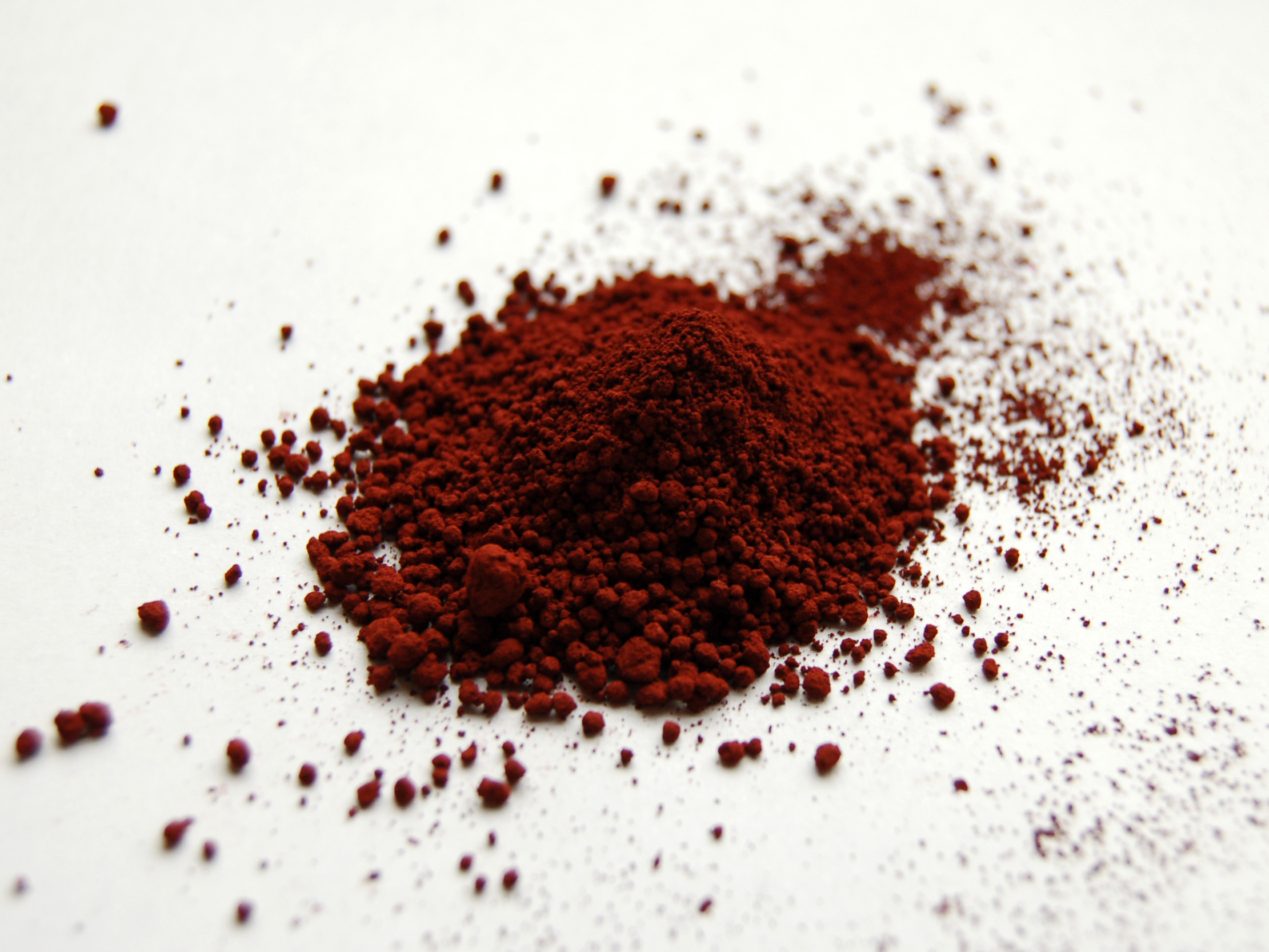
酸化鉄(III)
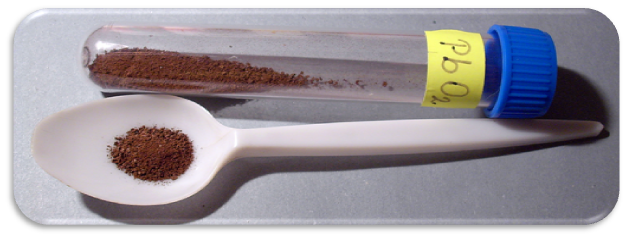
二酸化鉛

| 塩                                                                     | 色               |
| ---------------------------------------------------------------------- | ---------------- |
| MnO、MnO2、FeO、CuO、Co3O4、Ni2O3、Ag2S、Cu2S、CuS、FeS、CoS、PbS、HgS | 黒色             |
| 水和したCu2+塩                                                         | 青色             |
| HgO、HgI2、Pb3O4                                                       | 赤色             |
| Cr3+、Cr6+、Ni2+、水和したFe2+塩                                       | 緑色             |
| 水和したMn2+塩                                                         | 淡桃色           |
| KO2、K2Cr2O7、Sb2S5、ヘキサシアノ鉄(III)酸塩類                         | 橙色             |
| 水和したCo2+塩                                                         | 赤みを帯びた桃色 |
| クロム酸塩類、AgBr、As2S5、AgI、PbI2、CdS                              | 黄色             |
| CdO、Fe2O3、PbO2、CuCrO4                                               | 暗褐色           |

- 酸化マンガン(IV)
- 酸化鉄(II)
- 酸化銅(II)
- 硫化銀(I)

- 塩化銅(II)
- 硝酸銅(II)
- 塩基性炭酸銅

- 酸化水銀(II)
- 四酸化三鉛
- 二クロム酸カリウム
- フェリシアン化カリウム

- 塩化マンガン(II)
- 硫酸マンガン(II)

- 塩化コバルト(II)六水和物
- フッ化コバルト(II)
- 硫酸コバルト(II)

- クロム酸カリウム
- ヨウ化鉛(II)
- 硫化カドミウム

- 酸化カドミウム
- 酸化鉄(III)
- 二酸化鉛

## カチオンの検出
通常、カチオンは6つのグループに分けられる。それぞれのグループは水溶液から分離するために使用できる試薬を持つ。有意な結果を得るため、分離は以下にあるような順番で行う必要がある。先のグループのイオンは後のグループの試薬と反応する可能性があり、イオンの存在が不正確になる。これはカチオン分析がイオンの溶解度をベースにしているからである。カチオンが沈殿に必要な濃度を得ると沈殿が起こり、これにより分析ができるのである。文献により分離の方法に若干の差異があるが、以下のスキームは一般的なものの一つである。

### 第1属カチオン
第1属カチオンは希塩酸で不溶性の塩化物を形成するものである。このカチオンの分離には濃度1-2 Mの塩酸が使われる。濃塩酸が使われないのは、Pb2+が錯イオン([PbCl4]2-)を形成して溶解してしまうからである。
インドの中央教育研究・訓練機関のテキストでは、NH3が第0属カチオンに含まれている。
ここで最も重要なカチオンはAg+、Hg2+
2、Pb2+である。これらの元素の塩化物はすべて白色固体であり、色によって互いを判別することは不可能である。PbCl2は熱水に可溶であり分離が容易である。他の2種の分離にはアンモニアが使われる。AgClはアンモニアを加えると錯イオン[Ag(NH3)2]+を形成して溶解し、Hg2Cl2ではクロロ水銀アミドと元素状水銀の黒色沈殿となる。さらに、AgClは光で分解し紫色になる。
PbCl2は他の2イオンと比べてはるかに溶解度が高く、特に熱水に溶けやすい。そのため、Hg2+
2とAg+が十分に沈殿する濃度の塩酸では、Pb2+は十分に沈殿せず残っている可能性がある。高濃度のCl−は前述の理由のため使用できない。ゆえに、Pb2+の第1属カチオン分析後に第2属カチオン分析に用いるろ液にはこのカチオンが相当量含まれることになる。このため、Pb2+は第2属カチオンにも含まれる。
このグループは、希塩酸を加えることにより沈殿させることができる。生じた白色沈殿に水酸化アンモニウムを加え、沈殿物が溶けなければPb2+が存在し、溶ければAg+が存在し、沈殿物が黒変すればHg2+
2が含まれていることがわかる。
- 鉛の確認

Pb2+ + 2 KI → PbI2↓（黄） + 2 K+
Pb2+ + K2CrO4 → PbCrO4↓（黄） + 2 K+
- 銀の確認

Ag+ + KI → AgI +  K+
2Ag+ + K2CrO4 → Ag2CrO4↓（赤褐） + 2 K+
- 水銀(I)イオンの確認

Hg2+
2 + 2 KI → Hg2I2 + 2 K+
2 Hg2+
2 + 2 NaOH → 2 Hg
2O + 2 Na+ + H2O

### 第2属カチオン
第2属カチオンには酸性条件で不溶の硫化物を作るイオンが含まれる。第2属カチオンはCd2+、Bi3+、Cu2+、As3+、As5+、Sb3+、Sb5+、Sn2+、Sn4+、Hg2+である。なお、第1属カチオンのPb2+も含まれる。
S2−を提供する試薬は、主に0.2-0.3 Mの硫化水素もしくは0.3-0.6 Mのチオアセトアミド(AKT)が使われる。硫化物イオンの試験では希塩酸の存在が絶対必要である。その目的は第2属カチオンが沈殿するような必要最低限の硫化物イオンを維持することである。もし、希酸を使わなければ第4属カチオンが溶液に含まれていた場合それが先に沈殿してしまう。塩酸以外の酸はほとんど使われない。硫酸では第4属カチオンが沈殿してしまい、硝酸では硫化物イオンと反応を起こしコロイド硫黄を形成してしまうからである。
これらカチオンの沈殿は、黄色のCdSを除けばすべて黒色であるため見た目では判別できない。硫化水銀(II)（HgS）を除くすべての沈殿物は希硝酸に溶ける。硫化水銀(II)は王水にのみ溶け、その他からの分離に使うことができる。また、カチオンの判別にはアンモニアも便利である。CuSをアンモニア水に溶かすと鮮やかな青色溶液となるが、CdSは無色の溶液になる。As3+、As5+、Sb3+、Sb5+、Sn2+、Sn4+の硫化物は黄色の硫化アンモニウム水に溶かすと多硫化物を作る。
このグループは、塩の水溶液に希塩酸、次いで硫化水素を加えて実験する。通常は第1属カチオンを検出した後に硫化水素を加える。沈殿物が赤褐色または黒色であればBi3+、Cu2+、Hg2+、Pb2+が存在する。黄色であればCd2+またはSn4+が存在する。茶色であれば必ずSn2+が存在する。赤橙色であればSb3+が存在することが分かる。
黒色と赤褐色沈殿のイオンを判別するには希硝酸中で煮沸すればよい。沈殿物が溶けなければHg2+が存在する。溶ければCu2+、Hg2+。Pb2+が存在している可能性がある。得られた溶液に硫酸を加え、白色沈殿が生じればPb2+が存在している可能性がある。もし沈殿が生じなければ、元の塩の溶液に過剰量の水酸化アンモニウムを加えて新しい溶液を調製する。青色になればCu2+が存在し、白色沈殿が生じればBi3+が存在する。
黄色の沈殿を分離するには、元の塩の溶液に過剰量のNaOHを加えて白色沈殿を作る。そのとき試験管を振り、白色沈殿が溶ければSn4+が存在し、溶けなければCd2+が存在する。
- 鉛の確認

Pb2+ + 2 KI → PbI2↓（黄） + 2 K+
Pb2+ + K2CrO4 → PbCrO4↓（黄） + 2 K+
- 銅の確認

2 Cu2+ + K4[Fe(CN)6] + CH3COOH → Cu2[Fe(CN)6] + 4 K+
Cu2+ + 2 NaOH → Cu(OH)2↓（青） + 2 Na+
Cu(OH)2 → CuO↓（黒） + H2O (加熱)
- ビスマスの確認

Bi3+ + 3 KI (過剰量) → BiI3 + 3 K+
BiI3 + KI → K[BiI4]
Bi3+ + H2O (過剰量) → BiO+
 + 2 H+
- 水銀の確認

Hg2+ + 2 KI (過剰量) → HgI2 + 2 K+
HgI2 + 2 KI → K2[HgI4] (赤色沈殿が溶解)
2 Hg2+ + SnCl2 →  2 Hg + SnCl4 (白色沈殿が灰色に変化)

### 第3属カチオン
第3属カチオンには、塩基性条件で不溶性の硫化物を作るイオンが含まれる。使われる試薬は第2属カチオンのときと同様であるが、分離は8-9のpHで実施する。pHの確保のため緩衝液が用いられることがある。
第3属カチオンはFe2+、Fe3+、Al3+、Cr3+である。
このグループは、塩の含まれている水溶液に塩化アンモニウムと水酸化アンモニウムを加えて沈殿させる。赤褐色の沈殿が生じればFe3+が存在し、ゲル状の白色沈殿が生じればAl3+が存在し、緑色の沈殿が生じればCr3+またはFe2+が存在する。最後の2種は、過剰量の水酸化ナトリウムを加えて分離する。もし沈殿が溶ければFe2+で、溶けなければCr3+である。

### 第4属カチオン
第4属カチオンには、Zn2+、Ni2+、Co2+、Mn2+が含まれる。このグループは、塩化アルミニウム、水酸化アンモニウム、硫化水素ガスを加えて沈殿させる。淡桃色の沈殿が生じればMn2+が存在し、白色沈殿が生じればZn2+が存在し、黒色の沈殿が生じればNi2+またはCo2+が存在する。元の溶液が緑色であればNi2+であり、そうでなければCo2+である。

### 第5属カチオン
第5属カチオンは水に溶けない炭酸塩を形成するカチオンである。試薬には0.2 Mの炭酸アンモニウムが使われ、中性または弱塩基性のpHで行われる。これまでのすべてのカチオンはそのほとんどが不溶性の炭酸塩を作るので予め分離しておく。
第5属カチオンで最も重要なイオンはBa2+、Ca2+、Sr2+である。分離後は炎色反応を使って容易にイオンを判別できる。バリウムは黄緑、カルシウムは赤橙、ストロンチウムは深赤色である。

### 第6属カチオン
丁寧にこれまでのグループを抽出した後に残ったカチオンは第6属カチオンと見なされる。重要なものはMg2+、Li+、Na+、K+、NH+
4である。NH+
4はネスラー試薬により茶色の沈殿を生ずる。この他のイオンは炎色反応を使って判別する。リチウムは赤、ナトリウムは黄、カリウムは紫である。マグネシウムは炎色反応を起こさない。

## アニオンの検出

### 第1属アニオン
第1属アニオンはCO2−
3、HCO−
3、CH3COO−、S2−、SO2−
3、S2O2−
3、NO−
2である。第1属アニオンのための試薬は希塩酸または希硫酸である。
- 炭酸イオンは希硫酸により二酸化炭素の遊離に起因する激しい発泡が起こる。発生した気体を石灰水に通すとCaCO3の生成により白く濁る。過剰量の気体を通すとCa(HCO)3の生成により白濁は消える。

- 酢酸イオンは希硫酸で処理すると酢酸臭がする。黄色のFeCl3を加えると血赤色の酢酸鉄(III)（英語版）が生成する。

- 硫化物イオンは希硫酸で処理すると腐卵臭がする。酢酸鉛(II)紙をつけるとPbSの生成により黒変する。また、赤色のナトリウムニトロプルシドが紫に変わる。

- 亜硫酸イオンは希酸で処理すると硫黄を燃やしたときの臭いがするSO2が発生する。酸性条件のK2Cr2O7が橙から緑に変わる。

- 硝酸イオンは希硫酸で処理すると赤褐色のNO2の気体が発生する。この気体はヨウ化カリウムとデンプンの溶液を青に変える。

### 第2属アニオン
第2属アニオンはCl−、Br−、I−、NO−
3、C
2O2−
4である。第2属アニオンには濃硫酸が使われる。
酸の添加後、塩化物イオン、臭化物イオン、ヨウ化物イオンは硝酸銀と沈殿を作る。沈殿の色はそれぞれ、白(AgCl)、淡黄色(AgBr)、黄色(AgI)である。AgClはアンモニア水とチオ硫酸ナトリウム水溶液によく溶ける。AgBrはアンモニア水には少ししか溶けないがチオ硫酸ナトリウム水溶液にはよく溶ける。AgIはアンモニア水には溶けないがチオ硫酸ナトリウム水溶液にはよく溶ける。
塩化物イオンは塩化クロミル試験で確認できる。塩化物をK2Cr2O7と濃硫酸とともに熱すると、赤い気体の塩化クロミル(CrO2Cl2)が発生する。この気体をNaOH水溶液に通すとクロム酸ナトリウムの黄色溶液ができる。この酸性クロム酸ナトリウム水溶液に酢酸鉛(II)を加えると黄色沈殿が生ずる。
臭化物イオンとヨウ化物イオンは液液抽出で確認する。臭化物イオンまたはヨウ化物イオンを含む溶液に炭酸ナトリウムとクロロホルムまたは二硫化炭素を溶液に加え撹拌する。油層のCHCl3またはCS2の層が茶色であればBr−、紫色であればI−が存在する。
硝酸イオンは、FeSO4と濃硫酸で確認する。硝酸イオン水溶液にFeSO4水溶液を加え、試験管の内壁に沿ってゆっくりと濃硫酸を注ぐと褐輪反応が起こる。これはFe(NO)2+が生成したためである。
シュウ酸を濃硫酸で処理すると二酸化炭素と一酸化炭素を生ずる。発生した一酸化炭素は青い炎を出して燃える。また、シュウ酸は過マンガン酸カリウムを脱色し、塩化カルシウムとは沈殿を作る。

### 第3属アニオン
第3属アニオンにはSO2−
4、PO3−
4、BO3−
3が含まれる。これらは濃硫酸とも希硫酸とも反応しない。
- 硫酸イオンは塩化バリウムと反応し、白色の硫酸バリウムが沈殿する。硫酸バリウムは酸にも塩基にも溶けない。
- リン酸イオンに硝酸とヘプタモリブデン酸アンモニウムを加えると黄色の結晶が析出する。
- ホウ酸イオンに濃硫酸とエタノールを加えてホウ酸トリエチルに変換、これに火をつけると特徴的な緑色の炎を出して燃える。

## 現代的な方法
定性的な無機分析は現代では教育的用途としてしか使われていない。現在では原子吸光分析法やICP-MSのような手法を使って、ごく少量のサンプルから原子の存在と濃度を調べることができる。